# زنون ۶۱۸۶
سیارک ۶۱۸۶ (به انگلیسی: 6186 Zenon، نامگذاری:1988CC2) شش هزار و صد و هشتاد و ششمین سیارک کشف شده‌است که در ۱۱ فوریه ۱۹۸۸ کشف شد.
قدر مطلق سیارک برابر ۱۳٫۵۰ است.